# ProTide
La tecnologia ProTide è un approccio per la sintesi di profarmaci, progettata per favorire il passaggio di analoghi nucleotidici (come monofosfato) nella cellula (ProTide: PROdrug + nucleoTIDE). Questo rappresenta un vantaggio in quanto, essendo il gruppo fosfato mascherato da gruppi funzionali, viene meno all'azione delle fosfatasi. Venne sviluppata da Chris McGuigan nella scuola di farmacia dell'università di Cardiff all'inizio degli anni '90.

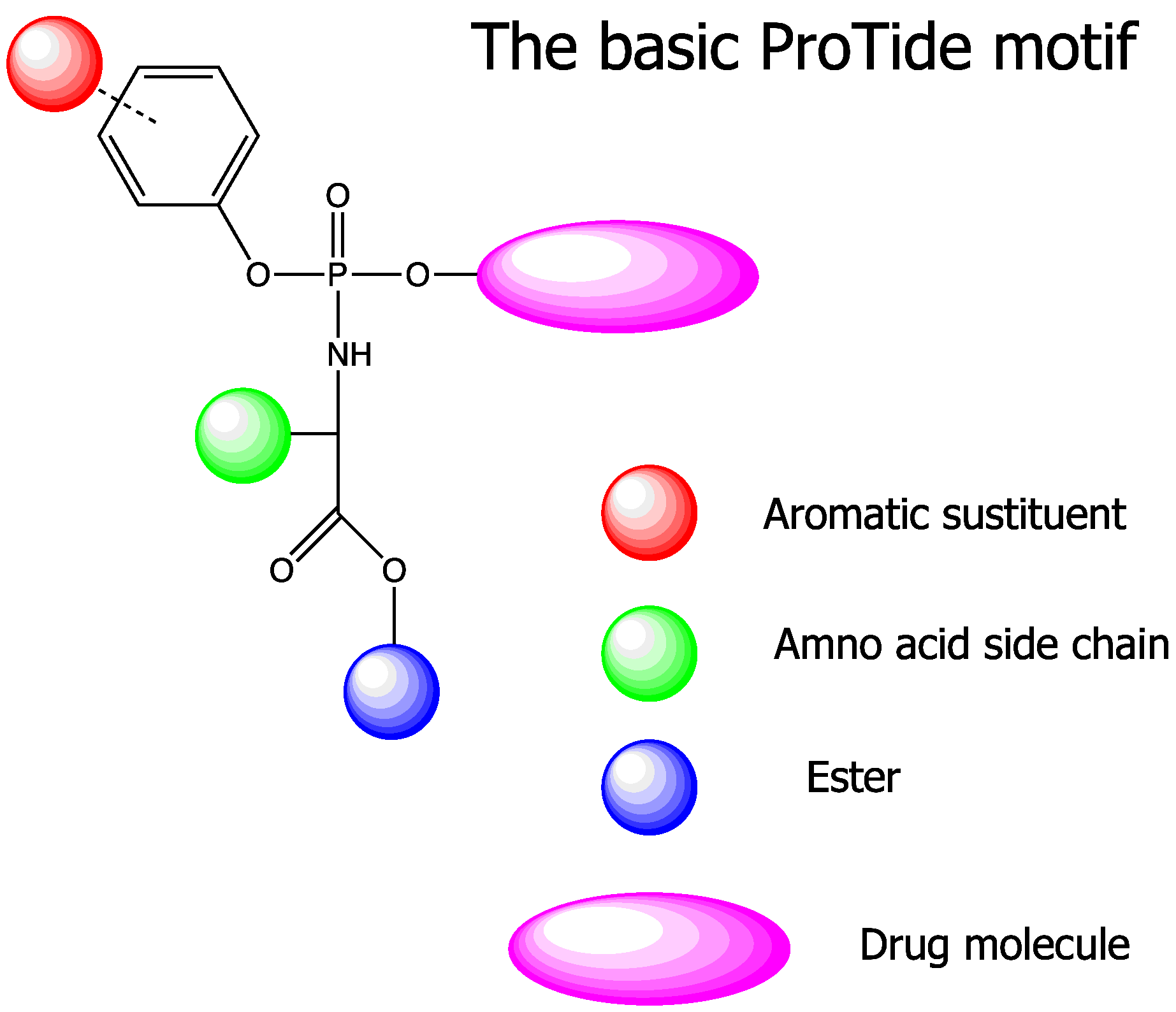
General representation of a ProTide

## Applicazioni
La tecnologia ProTide è stata applicata ad una vasta gamma di analoghi nucleotidici. In particolare, è stata usata in una serie di farmaci tra cui il Sofosbuvir, attivo contro il virus dell'Epatite C e approvato dall'FDA nel 2013, e il Remdesivir, antivirale efficace contro il virus Ebola.

Sofosbuvir